# Sisis
Sisis es un género de arañas araneomorfas de la familia Linyphiidae. Se encuentra en la zona neártica.

## Lista de especies
Según The World Spider Catalog 12.0:
- Sisis plesius (Chamberlin, 1949)
- Sisis rotundus (Emerton, 1925)